# فرانسيس ريد
فرانسيس ريد (بالإنجليزية: Frances Reid)‏ هي ممثلة أمريكية، ولدت في 9 ديسمبر 1914 في الولايات المتحدة، وتوفيت في 3 فبراير 2010 بلوس أنجلوس في الولايات المتحدة بسبب مرض آلزهايمر. من الجوائز التي نالتها جائزة إيمي داي تايم ‏ وAnonymous Was A Woman Award ‏ سنة 2003.

## جوائز
- جائزة إيمي داي تايم [الإنجليزية]‏
- Anonymous Was A Woman Award [الإنجليزية]‏ (2003)

## وصلات خارجية
- فرانسيس ريد على موقع IMDb (الإنجليزية)
- فرانسيس ريد على موقع ألو سيني (الفرنسية)
- فرانسيس ريد على موقع أول موفي (الإنجليزية)
- فرانسيس ريد على موقع قاعدة بيانات برودواي على الإنترنت (الإنجليزية)
- فرانسيس ريد على موقع قاعدة بيانات الأفلام السويدية (السويدية)
- فرانسيس ريد على موقع إن إن دي بي (الإنجليزية)
- فرانسيس ريد على موقع قاعدة بيانات الفيلم (الإنجليزية)
- فرانسيس ريد على موقع كينوبويسك (الروسية)